# Princes karaïtes
Les princes (Nessi'im) ou exilarques (reish galouta) karaïtes sont les descendants de l'hérésiarque Anan ben David, fondateur supposé du karaïsme. Ils assurèrent, au moins nominalement, l'autorité temporelle sur les Karaïtes entre le VIIIe et le [Quand ?].

## Histoire
Selon la version communément admise de la naissance du karaïsme au VIIIe siècle, l'exilarque (dirigeant temporel des Juifs de Babylone) meurt sans héritier. Son successeur doit être choisi parmi ses deux neveux, Anan et son jeune frère Josiah, moins doué que son frère aîné, mais possédant une personnalité plus effacée. Il est choisi pour cette raison par les Gueonim (directeurs des académies talmudiques en Babylonie). Anan refuse ce choix, fait sécession, se proclamant exilarque. Il rassemble sous sa houle non seulement ses partisans mais aussi les mécontents et opposants au judaïsme talmudique, que représentent les Gueonim. 
Bien que les études historiques modernes[Lesquelles ?] contestent cette version des faits, Anan est ses descendants seront bien les régents de ces populations dissidentes[réf. nécessaire] qui, afin de marquer leur attachement à la seule Torah écrite, c'est-à-dire la Bible hébraïque, se sont dénommés karaïtes.
La dynastie des princes karaïtes est la suivante :
- Anan ben David
- Saul ben Anan (mort en 780 EC), dont l'activité semble avoir été moindre que celle de son père et ses descendants. Salman ben Yerouḥam signale dans son commentaire sur le Décalogue que Saul en a également écrit un. Son opinion sur le sixième commandement, qui prohibe l'adultère, est particulièrement cité. Saul l'étend en effet à des relations à toute femme en dehors de son épouse et de sa concubine, alors que selon la définition rabbinique, il se réduit à la liaison avec une femme mariée à un autre homme. Saul était un disciple des Bnei Baruch, qui aurait, en tant que directeur du tribunal, décrété la lecture de la Torah le shabbat et les jours de fêtes juives, et déclaré le mois de Tishri début de l'année civile[3].
- Yehoshaphat ben Saul
- Boaz ben Yehoshaphat
- David ben Boaz (en arabe, Abu Sa'id Daud ibn Bu'az), qui a été un Sage influent en son temps, souvent cité par des auteurs ultérieurs, dont Ali ben Sulaiman. Il est l'auteur de commentaires sur le Pentateuque (dont quelques fragments sur le Lévitique et la dernière partie ont été conservés sous forme manuscrite à la bibliothèque de St. Pétersbourg), le Livre des Psaumes et l'Ecclésiaste, ainsi que d'un traité sur les principes fondamentaux du Pentateuque. David y attaque fréquemment l'adversaire des Karaïtes, Saadia Gaon, sans le citer nommément[4].
- Salomon ben David
- Hizkiya ben Salomon
- Hasdaï ben Hizkiya
- Salomon ben Hasdaï, sous le règne duquel le centre karaïte en terre d'Israël est décimé par les Seldjoukides, et de nombreux communauté karaïtes disparaissent. Ces événements voient le déclin du karaïsme en tant que rival du judaïsme rabbinique.